# Josephine Baerveldt-Haver

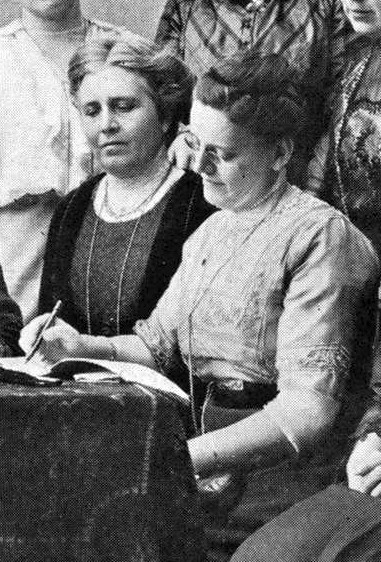
Josephine Haver (rechts)

Josephine Sare Rosine Baerveldt-Haver (geboren 23. Februar 1868 in Amsterdam; gestorben 20. oder 22. Juni 1945 im Frauenlager Tjideng, Batavia) war eine niederländische Lehrerin, Feministin und Aktivistin für das Frauenwahlrecht.

## Leben
Josephine Haver wurde am 23. Februar 1868 in Amsterdam geboren. Sie war eine Tochter des Ladenbesitzers Marinus Bernardus Haver (1827–1860) und der Jeanne Cornelie van Campen (1829–1908). Mit ihrer älteren Schwester Dora (1856–1912) wuchs Josephine Haver in einer wallonisch-reformierten Ladenbesitzerfamilie am Laagte Kadijk in Amsterdam auf. Beide wurden später Lehrerinnen. Sie wird in der Geschichtsschreibung von ihrer Schwester oft in den Schatten gestellt, obwohl sich ihre öffentlichen Leben nicht überschnitten. Als im Jahr 1890 Dora Haver der Vrije Vrouwenvereeniging beitrat und als Feministin in Erscheinung trat, heiratete Josephine Hafer Jacques P. Baervelt (1864–1930) und zog mit ihm nach Niederländisch-Indien. Dort startete ihr Mann eine Karriere beim Militär. Über ihre erste Zeit in Niederländisch-Indien ist nicht viel bekannt, bis sie 1911 die Nachfolge von Charlotte Jacobs als Vorsitzende der Vereinigung für das Frauenstimmrecht, Abteilung Niederländisch-Indien, antrat. Zuvor hatte sie unter dem Pseudonym Jos Veerbaldt im Bataviaasch Nieuwsblad Artikel über die Frauenbewegung in den Niederlanden veröffentlicht.
Das Amt der Präsidentin übte sie nur bis 1912 aus, zu dem Zeitpunkt kehrte die Familie Baerveldt-Haver in die Niederlande zurück. Sie erreichte diese noch rechtzeitig, um ihre Schwester Dora zu besuchen, die bereits schwer erkrankt war. Sie wurde danach unmittelbar in der Frauenbewegung aktiv. Bereits im Frühjahr 1912 wurde sie Mitglied des Komitees für die Kolonien der Ausstellung De Vrouw 1813–1913 und begann gleichzeitig, für „Evolutie“ zu schreiben, die Zeitschrift, die ihre Schwester zusammen mit Wilhelmina Drucker gegründet hatte. Nach dem Tod ihrer Schwester Ende 1912 trat sie der Redaktion von Evolutie bei, eine Position, die sie bis 1919 innehatte. Ihr Einfluss auf den Inhalt von Evolutie ist in den vielen fundierten Beiträgen über und aus Niederländisch-Indien deutlich sichtbar.
Sie übernahm während der Jahre der Zusammenarbeit mit Ducker auch politische Aufgaben wie die Führung bei der Organisation der ersten Demonstration für das Frauenwahlrecht im September 1913, die teilweise auf Druckers Betreiben außerhalb der zögerlichen Vereeniging voor Vrouwenkiesrecht (Vereinigung für das Frauenwahlrecht) veranstaltet wurde. Und 1916 begleitete sie Drucker, als sie die Vereeniging voor Vrouwenkiesrecht verließ und die De Neutrale Vereeniging voor Vrouwenkiesrecht gründete.
In den späten 1930er Jahren war Baerveldt-Haver Vorsitzende des „Comité Huldeblijk Wilhelmina Drucker“, mit der insbesondere ihre Schwester Theodore eng zusammengearbeitet hatte und mit dem eine gute Freundschaft bestand. Die Aktivitäten des Komitees führten 1939 zu einer Statue des Bildhauers Gerrit van der Veen in der Churchilllaan in Amsterdam.
Josephine Baerveldt-Haver starb am 20. oder 22. Juni 1945 in Batavia, Niederländisch-Indien, im Frauenlager Tjideng.